# I liga polska w hokeju na lodzie (1989/1990)
35. sezon I ligi polskiej w hokeju na lodzie rozegrany został na przełomie 1989 i 1990 roku. Był to 54 sezon rozgrywek o Mistrzostwo Polski w hokeju na lodzie. Mistrzem Polski został zespół Polonii Bytom. Był to piąty tytuł mistrzowski w historii klubu.

## Formuła rozgrywek
W rundzie zasadniczej zespołu udział wzięło 10 drużyn i rozegrały ze sobą po 2 mecze. Potem zespoły zostały podzielone na dwie grupy: Silną (6 drużyn) i Słabszą (4 drużyny). W grupie Silnej zespoły grały ze sobą po 2 mecze, a w grupie Słabszej po 4 mecze.
W poprzednim sezonie 1988/1989 w walce o utrzymanie przegrała Unia Oświęcim. Natomiast w sezonie II ligi 1988/1989 awans sportowy uzyskała drużyna Polonii Bydgoszcz, która jednak nie przystąpiła do gry w I lidze z powodu trudności finansowych. PZHL podjął decyzję, że o zwolnione miejsce w I lidze zagrają formalnie zdegradowana z I ligi Unia Oświęcim z ŁKS Łódź, który zajął drugie miejsce w II lidze. Pierwszy mecz barażowy został rozegrany w sobotę 9 września 1989 roku w Łodzi i ŁKS przegrał w nim z Unią 3:9 (2:1, 0:3, 1:5). W meczu rewanżowym 11 września 1989 w Oświęcimiu Unia wygrała 13:0. Dzięki tym zwycięstwom klub z Oświęcimia zachował miejsce w ekstralidze.

## Runda zasadnicza

### Tabela
| Lp. | Zespół              | M  | Pkt | W  | R | P  | G+  | G−  | +/− |
| --- | ------------------- | -- | --- | -- | - | -- | --- | --- | --- |
| 1   | Polonia Bytom       | 18 | 31  | 14 | 3 | 1  | 99  | 36  | +63 |
| 2   | Podhale Nowy Targ   | 18 | 28  | 13 | 2 | 3  | 107 | 56  | +51 |
| 3   | Zagłębie Sosnowiec  | 18 | 25  | 12 | 1 | 5  | 91  | 54  | +37 |
| 4   | GKS Katowice        | 18 | 18  | 7  | 4 | 7  | 75  | 87  | -12 |
| 5   | Towimor Toruń       | 18 | 18  | 8  | 2 | 8  | 75  | 79  | -4  |
| 6   | Naprzód Janów       | 18 | 17  | 8  | 1 | 9  | 82  | 77  | +5  |
| 7   | Unia Oświęcim       | 18 | 14  | 6  | 2 | 10 | 59  | 80  | -21 |
| 8   | GKS Tychy           | 18 | 14  | 6  | 2 | 10 | 73  | 84  | -11 |
| 9   | Cracovia            | 18 | 13  | 5  | 3 | 10 | 76  | 95  | -19 |
| 10  | Stoczniowiec Gdańsk | 18 | 2   | 1  | 0 | 17 | 41  | 130 | -89 |

## Grupa "Silniejsza"

### Tabela
| Lp. | Zespół             | M  | Pkt | W  | R | P  | G+  | G−  | +/− |
| --- | ------------------ | -- | --- | -- | - | -- | --- | --- | --- |
| 1   | Polonia Bytom      | 28 | 47  | 21 | 5 | 2  | 146 | 51  | +95 |
| 2   | Zagłębie Sosnowiec | 28 | 37  | 17 | 3 | 8  | 136 | 84  | +52 |
| 3   | Podhale Nowy Targ  | 28 | 36  | 17 | 2 | 9  | 145 | 101 | +44 |
| 4   | Naprzód Janów      | 28 | 27  | 13 | 1 | 14 | 122 | 118 | +4  |
| 5   | GKS Katowice       | 28 | 26  | 11 | 4 | 13 | 111 | 146 | -35 |
| 6   | Towimor Toruń      | 28 | 24  | 10 | 4 | 14 | 109 | 129 | -20 |

## Grupa "Słabsza"

### Tabela
| Lp. | Zespół              | M  | Pkt | W  | R | P  | G+  | G−  | +/−  |
| --- | ------------------- | -- | --- | -- | - | -- | --- | --- | ---- |
| 7   | Cracovia            | 30 | 33  | 15 | 3 | 12 | 167 | 141 | +26  |
| 8   | GKS Tychy           | 30 | 28  | 12 | 4 | 14 | 145 | 146 | +9   |
| 9   | Unia Oświęcim       | 30 | 24  | 10 | 4 | 16 | 111 | 134 | -23  |
| 10  | Stoczniowiec Gdańsk | 30 | 6   | 6  | 2 | 26 | 76  | 228 | -152 |

      = Awans do ćwierćfinału

## Play-off

### Ćwierćfinały
| Polonia Bytom      | - | GKS Tychy     | 2-0 | 6:3, 4:3      |
| Zagłębie Sosnowiec | - | Cracovia      | 2-1 | 5:1, 2:6, 6:3 |
| Podhale Nowy Targ  | - | Towimor Toruń | 2-0 | 6:0, 5:3      |
| Naprzód Janów      | - | GKS Katowice  | 2-1 | 1:3, 5:3, 6:3 |

## Półfinały
| Polonia Bytom     | - | Naprzód Janów      | 2-0 | 10:2, 7:1 |
| Podhale Nowy Targ | - | Zagłębie Sosnowiec | 2-0 | 3:2, 5:2  |

## Mecze o miejsca 5-8
| GKS Katowice  | - | GKS Tychy | 2-0 | 7:6, 5:3  |
| Towimor Toruń | - | Cracovia  | 2-0 | 2:5, 2:14 |

### Mecz o 7. miejsce
| Towimor Toruń | - | GKS Tychy | 1-0 | 6:3 |

### Mecz o 5. miejsce
| Cracovia | - | GKS Katowice | 1-0 | 4:3 |

## Mecz o 3. miejsce
| Zagłębie Sosnowiec | - | Naprzód Janów | 1-0 | 7:3 |

## Finał
| Polonia Bytom | - | Podhale Nowy Targ | 1-0 | 3:0 |

## Baraż o utrzymanie
| Unia Oświęcim | - | Stoczniowiec Gdańsk | 2-0 | 12:0, 7:2 |

Spadek: Stoczniowiec Gdańsk

## Nagrody i statystyki
| Nagroda   | Zawodnik        | Klub     |
| --------- | --------------- | -------- |
| Złoty Kij | Roman Steblecki | Cracovia |

Królem strzelców został Adam Fraszko – 27 goli.